# Derbent (Buldan)
Derbent ist ein Dorf im Landkreis Buldan der türkischen Provinz Denizli. Derbent liegt etwa 56 km nordwestlich der Provinzhauptstadt Denizli und 16 km nordwestlich von Buldan. Derbent hatte laut der letzten Volkszählung 451 Einwohner (Stand Ende Dezember 2010).